# Amolops aniqiaoensis
Amolops aniqiaoensis es una especie de anfibio anuro de la familia Ranidae.

## Distribución geográfica y hábitat
Es endémica del sudeste del Tíbet (China).

## Estado de conservación
Se encuentra amenazada por la pérdida de su hábitat natural.